# Hanako, Princesa Hitachi
Hanako, Princesa Hitachi (em japonês: 正仁親王妃華子; nascida Hanako Tsugaru; Tóquio, 19 de julho de 1940) é membro da família imperial japonesa como esposa de Masahito, Príncipe Hitachi, filho mais novo do imperador Shōwa e o único irmão do imperador emérito Akihito.
A princesa Hitachi é presidente de várias organizações que se preocupam com o bem-estar e as artes. Ela também traduziu vários livros infantis de inglês para japonês.

## Infância e Juventude
Ela é a quarta filha do Conde Tsugaru Yoshitaka, o último representante do clã Tsugaru e filho adotivo do Daimyo do Domínio Tsugaru (atual Hirosaki, Aomori). Tsugaru Yoshitaka era originalmente do ramo Owari do clã Tokugawa. Ele também foi membro da aristocracia criada pela restauração Meiji (kazoku).
Sua mãe, Hisako Mōri, era descendente do clã Mōri e também do antigo daimyo do Domínio Chōshū na antiga província de Nagato (atual Yamaguchi).
Em ambos os lados da família, Lady Hanako é descendente da antiga aristocracia feudal. Ela é uma prima da falecida Kikuko, Princesa Takamatsu que era, como os dois pais da princesa Hitachi, um descendente do clã Tokugawa de Mito.
Hanako Tsugaru frequentou a prestigiada Escola Gakushuin para a educação primária, secundária e secundária, uma escola para colegas, cujo propósito era educar os filhos da família imperial e a aristocracia imperial (kuge). Ela se formou no Gakushuin Women's Junior College em 1961.

## Casamento
Hanako conheceu seu futuro marido, o Príncipe Masahito, durante seus estudos em Gakushuin. O Conselho Imperial da Casa anunciou o compromisso do Príncipe Masahito e Miss Tsugaru em 28 de fevereiro de 1964 e a cerimônia de noivado foi realizada em 14 de abril de 1964.
A cerimônia de casamento ocorreu em 30 de setembro de 1964. Após o casamento, o Príncipe Masahito recebeu o príncipe Hitachi (Hitachi -no-miya - estritamente "Príncipe Hitachi") e autorização do Conselho Imperial da Economia da Casa para formar um novo ramo da Família Imperial. De acordo com a tradição, ao entrar na família imperial e como outros membros, ela recebeu um emblema pessoal (o-shirushi (お 印)): rhododendron (Tsutsuji (ツ ツ ジ)) e se tornou a Princesa Hitachi.
Desde dezembro de 1976, o Príncipe Hitachi e a Princesa Hitachi têm sua residência oficial em um palácio em largo jardins, fora de Komazawadori, em Higashi, no distrito de Shibuya, em Tóquio. Eles não têm filhos.

## Serviço Publico
A princesa Hitachi, como seu marido, foi eleita em 5 de setembro de 2007 pelos outros membros da família imperial como um dos seus principais representantes (há dois no total) para o Conselho Imperial da Casa como membro.
Tanto os membros como os membros da reserva, incluindo a Princesa Hitachi, foram reeleitos em 7 de setembro de 2011.

## Títulos e Estilos
Hanako é denominada como Sua Alteza Imperial, a "Princesa Hitachi".
Antes de seu casamento em 30 de setembro de 1964, ela foi denominada "Lady Hanako Tsugaru".
Honras
Honras Nacionais
- Grande Cordão da Ordem da Preciosa Coroa
- Dama da Decoração da Cruz Vermelha.[5]
- Recipiente da Medalha da Cruz Vermelha.[6]

Honras Internacionais
- 19 de abril de 1960: membro da Ordem de Ojaswi Rajanya (Nepal).

Posições Honorárias
- Membro do Conselho da Casa Imperial[7]
- Presidente honorário da Japan Ikebana Art Association
- Presidente honorário da Japan Animal Welfare Society[8]
- Presidente honorário da Federação Equestre do Japão[9]
- Presidente honorário da Nippon-Latin American Ladies' Association[10]
- Vice-Presidente Honorário da Sociedade da Cruz Vermelha Japonesa[11]

Traduções
- "The Eighty-Ninth Kitten" by Eleanor Nilsson (published in 1987)[12]
- "The Most Obedient Dog in the World", by Anita Jeram (published in 1996)[13]
- "It was Jake", by Anita Jeram (published in 1997)[14]
- "A Guide Dog Puppy Grows Up", by Caroline Arnold (published in 2001)[15]